# Tollenseheim
Tollenseheim ist ein Ortsteil der Gemeinde Groß Nemerow des Amtes Stargarder Land im Landkreis Mecklenburgische Seenplatte in Mecklenburg-Vorpommern.

## Geografie
Der Ort liegt in unmittelbarer Nähe des Ostufers vom Tollensesee und zwei Kilometer westlich von Groß Nemerow. Tollenseheim verfügt über keine eigene Gemarkung, sondern liegt auf der von Groß Nemerow. Die Nachbarorte sind Klein Nemerow, Bornmühle und Bornshof im Nordosten, Groß Nemerow im Osten, Ahrendshof und Krickow im Südosten, Nonnenmühle und Schönlage im Süden, Neu Wustrow im Westen sowie Wustrow, Alt Rehse und Meiershof im Nordwesten.

## Bauwerke
In der Liste der Baudenkmale in Groß Nemerow ist zu Tollenseheim ein Eintrag zur Landwirtschaftsschule Tollenseheim vorhanden.